# ROH World Tag Team Championship

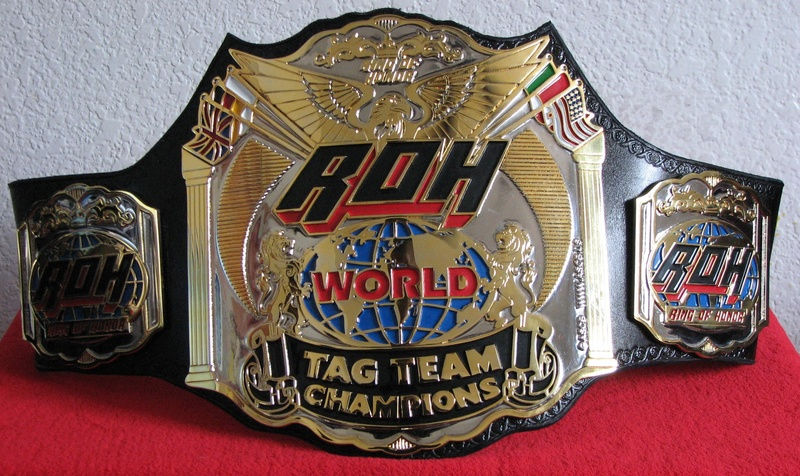
Pas zwycięski ROH

ROH World Tag Team Championship – światowy drużynowy tytuł mistrzowski profesjonalnego wrestlingu stworzony i promowany przez amerykańską federację Ring of Honor. Jest to również główne mistrzostwo drużynowe federacji.

## Historia
21 września 2002 roku Christopher Daniels i Donovan Morgan zostali pierwszymi mistrzami. Wygrali pas w turnieju Defeat American Dragon & Michael Modest, pokonując w finale American Dragona i Michael Modesta.

## Lista panowań
| | Data                 | Miejsce                            |
| --- | -------------------- | ---------------------------------- |
| Christopher Daniels i Donovan Morgan | 21 września 2002     | Filadelfia, PA                     |
| A.J. Styles i The Amazing Red | 5 marca 2003         | Cambridge, MA                      |
| Wakat z powodu kontuzji The Amazing Reda | sierpień 2003        |                                    |
| Backseat Boyz (Trent Acid i Johnny Kashmere) Pokonali Special K (Izzy i Dixie) w walce o tytuł | 20 września 2003     | Filadelfia, PA                     |
| Special K (Izzy i Dixie) | 16 października 2003 | Glen Burnie, MD                    |
| Jay Briscoe i Mark Briscoe | 1 listopada 2003     | Elizabeth, NJ                      |
| C.M. Punk i Colt Cabana | 24 kwietnia 2004     | Chicago Ridge, IL                  |
| Dan Maff i B.J. Whitmer | 15 maja 2004         | Lexington, MA                      |
| Jay Briscoe i Mark Briscoe | 15 maja 2004         | Lexington, MA                      |
| C.M. Punk i Colt Cabana | 15 maja 2004         | Lexington, MA                      |
| Havana Pitbulls (Ricky Reyes i Rocky Romero) | 7 sierpnia 2004      | Filadelfia, PA                     |
| Dan Maff i B.J. Whitmer | 19 lutego 2005       | Elizabeth, NJ                      |
| Wakat z powodu odejścia Dana Maffa z ROH | 2005                 |                                    |
| B.J. Whitmer i Jimmy Jacobs Pokonali Samoa Joe i Jaya Lethala) w walce o tytuł | 2 kwietnia 2005      | Asbury Park, NJ                    |
| The Carnage Crew (Loc i Devito) | 9 lipca 2005         | Nowy Jork, NY                      |
| B.J. Whitmer i Jimmy Jacobs | 23 lipca 2005        | Filadelfia, PA                     |
| Tony Mamaluke i Sal Rinauro | 1 października 2005  | Nowy Jork, NY                      |
| Austin Aries i Roderick Strong | 17 grudnia 2005      | Edison, NJ                         |
| Chris Hero i Claudio Castagnoli | 16 września 2006     | Nowy Jork, NY                      |
| Christopher Daniels i Matt Sydal | 25 listopada 2006    | Edison, NJ                         |
| Jay Briscoe i Mark Briscoe | 24 lutego 2007       | Chicago, IL                        |
| Naruki Doi i Shingo | 3 marca 2007         | Liverpool, Anglia, Wielka Brytania |
| Jay Briscoe i Mark Briscoe | 30 marca 2007        | Detroit, MI                        |
| Jimmy Jacobs i Tyler Black | 30 grudnia 2007      | Nowy Jork, NY                      |
| Davey Richards i Rocky Romero | 26 stycznia 2008     | Chicago, IL                        |
| Jay Briscoe i Mark Briscoe | 12 kwietnia 2008     | Edison, NJ                         |
| Wakat z powodu kontuzji Marka Briscoe | 10 maja 2008         |                                    |
| Jimmy Jacobs i Tyler Black Pokonali Kevina Steena i El Generico w walce o tytuł | 6 czerwca 2008       | Hartford, CT                       |
| Kevin Steen i El Generico | 19 września 2008     | Boston, MA                         |
| American Wolves (Davey Richards i Eddie Edwards) | 10 kwietnia 2009     | Filadelfia, PA                     |
| Jay Briscoe i Mark Briscoe | 19 grudnia 2009      | Nowy Jork, NY                      |
| Kings of Wrestling (Chris Hero i Claudio Castagnoli) | 3 kwietnia 2010      | Charlotte, NC                      |
| Shelton Benjamin i Charlie Haas | 1 kwietnia 2011      | Atlanta, GA                        |
| Jay Briscoe i Mark Briscoe | 23 grudnia 2011      | Nowy Jork, NY                      |
| Shelton Benjamin i Charlie Haas | 12 maja 2012         | Toronto, Ontario, Kanada           |
| All Night Express (Rhett Titus i Kenny King) | 24 czerwca 2012      | Nowy Jork, NY                      |
| Wakat z powodu przejścia Kenny'ego Kinga do TNA | 10 lipca 2012        |                                    |
| S.C.U.M. (Steve Corino i Jimmy Jacobs) Pokonali Charliego Haasa i Rhetta Titusa) w walce o tytuł | 15 września 2012     | Chicago Ridge, IL                  |
| Jay Briscoe i Mark Briscoe | 16 grudnia 2012      | Nowy Jork, NY                      |
| reDRagon (Kyle O’Reilly i Bobby Fish) | 2 marca 2013         | Chicago Ridge, IL                  |
| Forever Hooligans (Rocky Romero i Alex Koslov) | 27 lipca 2013        | Providence, RI                     |
| American Wolves (Davey Richards i Eddie Edwards) | 3 sierpnia 2013      | Toronto, Ontario, Kanada           |
| reDRagon (Kyle O’Reilly i Bobby Fish) | 17 sierpnia 2013     | Nowy Jork, NY                      |
| Young Bucks (Matt Jackson i Nick Jackson) | 8 marca 2014         | Chicago Ridge, IL                  |
| reDRagon (Kyle O’Reilly i Bobby Fish) | 17 maja 2014         | Nowy Jork, NY                      |
| Addiction (Christopher Daniels i Frankie Kazarian) | 4 kwietnia 2015      | San Antonio, TX                    |
| Kingdom (Matt Taven i Michael Bennett) | 18 września 2015     | San Antonio, TX                    |
| War Machine (Raymond Rowe i Hanson) | 18 grudnia 2015      | Filadelfia, PA                     |
| Addiction (Christopher Daniels i Frankie Kazarian) | 9 maja 2016          | Dearborn, MI                       |
| Young Bucks (Matt Jackson i Nick Jackson) | 30 września 2016     | Lowell, MA                         |
| Matt Hardy i Brother Nero | 4 marca 2017         | Nowy Jork, NY                      |
| Young Bucks (Matt Jackson i Nick Jackson) | 1 kwietnia 2017      | Lakeland, FL                       |
| Motor City Machine Guns (Alex Shelley i Chris Sabin) | 22 września 2017     | Las Vegas, NV                      |
| Jay Briscoe i Mark Briscoe | 9 marca 2018         | Las Vegas, NV                      |
| SoCal Uncensored (Frankie Kazarian i Scorpio Sky) | 14 października 2018 | Filadelfia, PA                     |
| Jay Briscoe i Mark Briscoe | 14 grudnia 2018      | Nowy Jork, NY                      |
| Villain Enterprises (Brody King i PCO) | 15 marca 2019        | Las Vegas, NV                      |
| Guerrillas of Destiny (Tama Tonga i Tanga Loa) | 6 kwietnia 2019      | Nowy Jork, NY                      |
| Jay Briscoe i Mark Briscoe | 20 lipca 2019        | Nowy Jork, NY                      |
| Jay Lethal i Jonathan Gresham | 13 grudnia 2019      | Baltimore, MD                      |
| La Faccion Ingobernable (Dragon Lee i Kenny King) | 26 lutego 2021       | Baltimore, MD                      |
| Foundation (Tracy Williams i Rhett Titus) | 26 marca 2021        | Baltimore, MD                      |
| VLNCE UNLTD (Homicide i Chris Dickinson) | 11 lipca 2021        | Baltimore, MD                      |
| La Faccion Ingobernable (Dragon Lee i Kenny King) | 13 lipca 2021        | Baltimore, MD                      |
| OGK (Matt Taven i Michael Bennett) | 14 listopada 2021    | Baltimore, MD                      |
| Jay Briscoe i Mark Briscoe | 11 grudnia 2021      | Baltimore, MD                      |
| FTR (Dax Harwood i Cash Wheeler) | 1 kwietnia 2022      | Garland, TX                        |
| Jay Briscoe i Mark Briscoe | 10 grudnia 2022      | Arlington, TX                      |
| Wakat z powodu śmierci Jaya Briscoe | 31 marca 2023        |                                    |
| Lucha Brothers (Penta El Zero Miedo i Rey Fénix) Pokonali w walce o tytuł następujące drużyny: Matt Taven i Mike Bennett, Top Flight (Dante Martin i Darius Martin), Aussie Open (Kyle Fletcher i Mark Davis) oraz La Faccion Ingobernable (Rush i Dralistico) | 31 marca 2023        | Los Angeles, CA                    |
| Aussie Open (Kyle Fletcher i Mark Davis) | 21 lipca 2023        | Trenton, NJ                        |
| Better Than You Bay Bay (MJF i Adam Cole) | 27 sierpnia 2023     | Londyn, Anglia, Wielka Brytania    |
| The Undisputed Kingdom (Matt Taven i Mike Bennett) | 27 grudnia 2023      | Orlando, FL                        |
| The Sons of Texas (Dustin Rhodes i Sammy Guevara) | 17 sierpnia 2024     | Arlington, TX                      |